# Il–102
Az Il–102 (oroszul: Ил–102), gyári jelzéssel OESZ–1 szovjet kísérleti sugárhajtású csatarepülőgép, melyet az Iljusin tervezőiroda fejlesztett ki az Il–42 alapján. A repülőgép soha nem került sorozatgyártásra, mivel vetélytársa, a Szu–25 fölülmúlta, így csak két darab prototípus készült belőle.

## Története
1967-ben a Szovjet Légierő pályázatot írt ki egy sugárhajtású, páncélozott csatarepülőgép kifejlesztésére. Míg a Szuhoj tervezőiroda egy teljesen új együléses repülőgépet, a Szu–25-öt tervezte meg, az Iljusin tervezőiroda az 1953-as Il–40 módosított változatával állt elő, melynek az Il–42 típusjelet adták. Ez a gép a Szuhojjal ellentétben kétüléses volt, hátulsó távirányítású géppuskatoronnyal felszerelve. A tervezetet elutasította a szovjet légierő, de Iljusin úgy döntött, hogy a tervezőiroda folytatja a fejlesztést. A tervezet új jelölése Il–102 lett.
Az Il–102 első prototípusának, és a statikus terhelési tesztekre szolgáló másik sárkányszerkezet építése 1980 májusában kezdődött. Az volt a tervezőiroda elképzelése, hogy a megépített prototípussal elvégzik az alapvető repülési teszteket, majd annak tapasztalatai alapján újabb, már a harci alkalmazás tesztelésére alkalmas prototípusokat építenek. A prototípus építése lassan haladt, csak 1982-re készült el. (A konkurens Szuhoj T-8-cal már 1975-től folytat a repülési tesztek.) Tekintettel arra, hogy a kormány nem támogatta a fejlesztési programot, a tervezőirodának esetenként a prototípus építéséhez szükséges berendezések beszerzése is nehézséget okozott. Például a főkonstruktőr, Novozsilov befolyásának köszönhetően a szükséges hajtóműveket és a katapultüléseket sikerült kölcsönbe megkapnia a tervezőirodának.
1982. január 20-n Pavel Kutahov légi főmarsall, a Szovjet Légierő főparancsnoka megtekintette a prototípust. Az egykori vadászrepülő Kutahovra jó benyomást tett a gép, és ígéretet tett rá, hogy támogatni fogja a fejlesztési projektet. A kérdésben a végső döntést meghozó védelmi minisztert, Dmitrij Usztyinovot azonban nem sikerült meggyőzni a támogatásról, így a harci képességek kialakításához szükséges tesztekre szánt előszéria megépítését nem engedélyezték. Usztyinov helyette a Szuhoj T–8 (a későbbi Szu–25) sorozatgyártását részesítette előnyben. Emellett Usztyinov utasította az Iljusin tervezőirodát a megépített prototípus megsemmisítésére, és finoman jelezték Novozsilovnak, hogy harci repülőgépeknek a tervezőiroda saját kezdeményezésére és felelősségére történő fejlesztése nem elfogadható.
Novozsilov azonban nem tett eleget Usztyinov marsall utasításának, ehelyett saját felelősségére és Ivan Szilajev repülőgépipari miniszter hallgatólagos támogatásával úgy döntött, hogy folytatják a fejlesztést és elkezdik a gép berepülését. Ezzel egyidőben a gépet átnevezték, az új gyári típusjelzés OESZ–1 lett. A gép első felszállására 1982. szeptember 25-én Zsukovszkijban, a Repülési Kutatóintézet (LII) repülőterén került sor Sztanyiszlav Bliznyukkal, a tervezőiroda fő berepülőpilótájával a fedélzeten. Nagyjából 250 tesztrepülést hajtottak végre, majd 1984-ben a hajtómű elérte élettartamának végét.
Habár a fejlesztéssel 1984-ben felhagytak, az Il–102 prototípusát az 1992-es Moseroshow légiszalonon mutatták be a nyilvánosságnak, ahol azt hitték, hogy a gép exportra rendelhető. 2005-ben a prototípust talapzatra helyezve a Gromov Repülési Kutatóintézetnél állították ki.

## Jellemzői

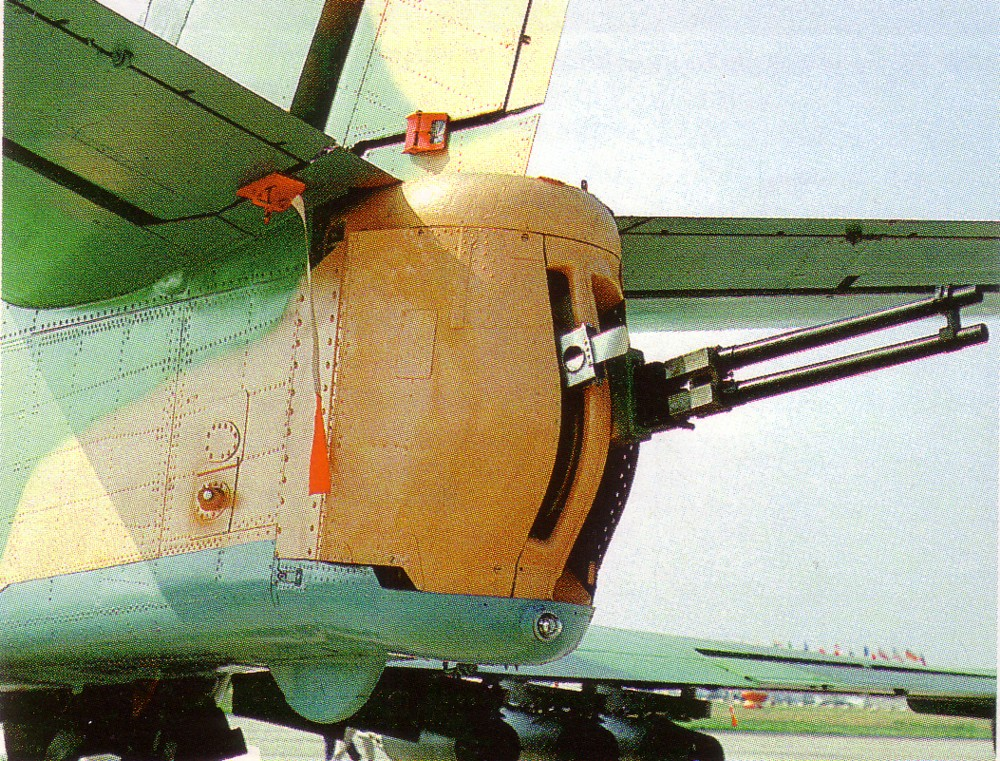
Az Il–102 faroktornya, melynek fegyverzete egy GS–23L ikercsövű gépágyú

Az Il–102 alsószárnyas repülőgép mérsékelten hátranyilazott (30°-ban) szárnyakkal. Meghajtásáról két darab Klimov RD–33I gázturbinás sugárhajtómű gondoskodik (a MiG–29 vadászgépekbe szerelt hajtómű utánégető nélküli változata). Az akkoriban igen szokatlannak számító hátsó géppuskatorony fegyverzetét, melyet a második világháborús Il–2 és Il–10 óta nem alkalmaztak, a hátsó pilótafülkében ülő lövész kezelte távirányítással. A pilótafülkék, hajtóművek és üzemanyagtartályok páncélozottak voltak, hogy védve legyenek a légvédelmi géppuskák tüzétől.

## Műszaki adatok

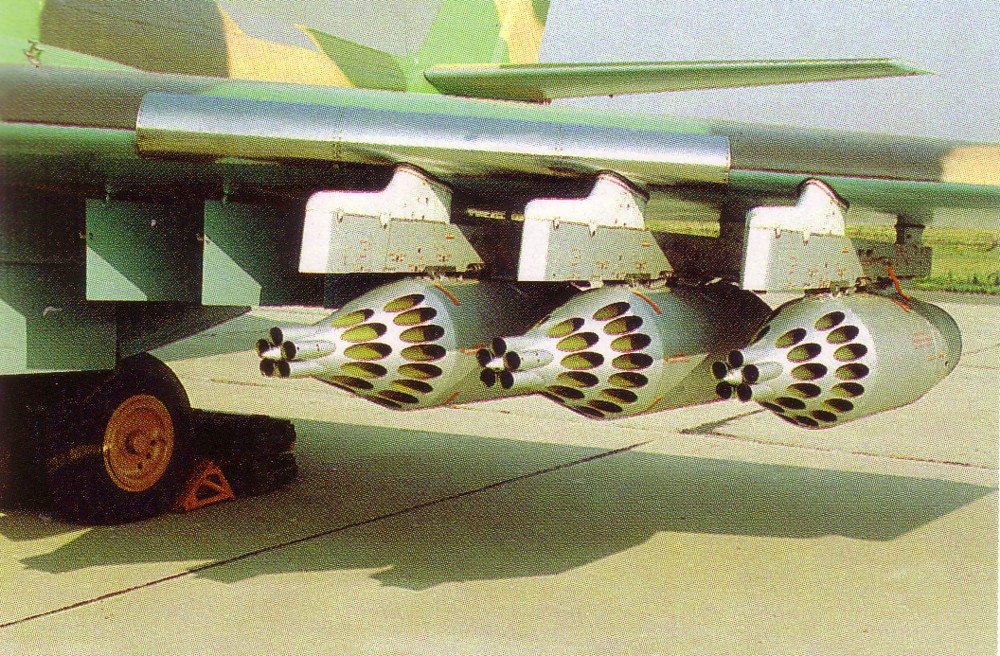
Szárny alatti felfüggesztő pontok földi célok elleni nem irányított rakéták UB–32-es indítókonténereivel

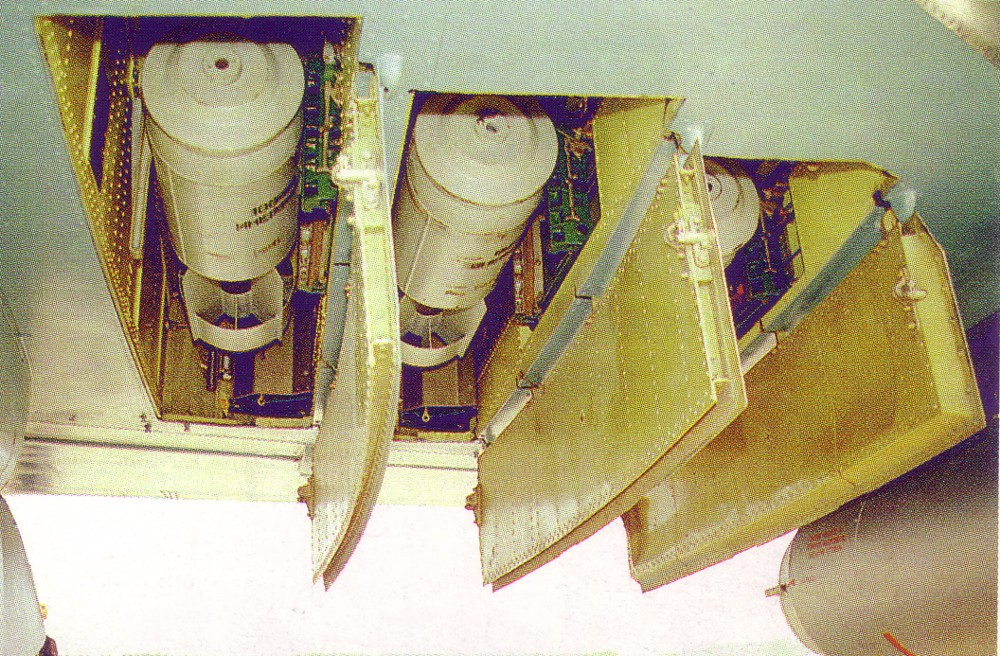
Szárnyban lévő bombaszekrények, bombákkal felszerelve

### Geometriai méretek és tömegadatok
- Hossz: 17,75 m
- Fesztávolság: 16,9 m
- Magasság: 5,08 m
- Szárnyfelület: 63,5 m²
- Üres tömeg: 13 000 kg
- Maximális felszállótömeg: 22 000 kg

### Hajtóművek
- Hajtóművek száma: 2 darab
- Típusa: Klimov RD–33I gázturbinás sugárhajtómű
- Maximális tolóerő: 51 kN

### Repülési adatok
- Legnagyobb sebesség: 950 km/h
- Hatótávolság: 400–500 km
- Utazómagasság: 3000 m
- Szárny felületi terhelése: 283 kg/m²
- Tolóerő–tömeg-arány: 0,58

### Fegyverzet
- 1 darab 30 mm-es GS–30–2 gépágyú a repülőgéptörzs alá rögzítve
- 1 darab 23 mm-es GS–23L gépágyú a távirányítású toronyban
- 7200 kg-nyi bombateher a nyolc megerősített pontokon (hat a szárnyak alatt, kettő a törzs alatt) és a szárnyakban kialakított bombaszekrényekben

### Kapcsolódó fejlesztés
- Il–40

### Hasonló repülőgépek
- A–10 Thunderbolt II
- YA–9
- Szu–25

## Fordítás
- Ez a szócikk részben vagy egészben  az   Ilyushin Il-102 című angol Wikipédia-szócikk ezen változatának fordításán alapul.  Az eredeti cikk szerkesztőit annak laptörténete sorolja fel. Ez a jelzés csupán a megfogalmazás eredetét és a szerzői jogokat jelzi, nem szolgál a cikkben szereplő információk forrásmegjelöléseként.